# Bourogne
Bourogne – miejscowość i gmina we Francji, w regionie Burgundia-Franche-Comté, w departamencie Territoire de Belfort.
Według danych na rok 1990 gminę zamieszkiwały 1353 osoby, a gęstość zaludnienia wynosiła 99 osób/km² (wśród 1786 gmin Franche-Comté Bourogne plasuje się na 120. miejscu pod względem liczby ludności, natomiast pod względem powierzchni na miejscu 262.).